# Jan Kisyński
Jan Maria Kisyński (ur. 24 czerwca 1933 w Warszawie, zm. 18 listopada 2022 w Lublinie) – polski matematyk, specjalista analizy funkcjonalnej, profesor zwyczajny doktor habilitowany, członek korespondent PAN od 1991, członek korespondent PAU od 2009. Jego prace dotyczyły teorii równań różniczkowych cząstkowych, równań różniczkowych w przestrzeniach Banacha, teorii półgrup operatorów liniowych jak i zastosowań tej teorii do procesów Markowa.

## Życiorys
W 1955 ukończył studia na Uniwersytecie Marii Curie-Skłodowskiej w Lublinie, a następnie został tam wykładowcą (1955–1959). Pracował także na Uniwersytecie Warszawskim (1973–1985), w latach 1975–1978 pełnił funkcję prodziekana Wydziału Matematyki, Informatyki i Mechaniki. W 1985 został profesorem Politechniki Lubelskiej, gdzie pracował do roku 2004.
Był członkiem Polskiego Towarzystwa Matematycznego, od 1984 Towarzystwa Naukowego Warszawskiego i Amerykańskiego Towarzystwa Matematycznego. Współredaktor takich pism jak „Studia Mathematica” i „Commentationes Mathematicae”.
Zmarł 18 listopada 2022 roku. Został pochowany na cmentarzu rzymskokatolickim przy ulicy Lipowej w Lublinie.

## Odznaczenia
Odznaczony Krzyżem Kawalerskim Orderu Odrodzenia Polski, Złotym Krzyżem Zasługi, Medalem 40-lecia Polski Ludowej i Medalem Komisji Edukacji Narodowej.